# Eleições estaduais no Amazonas em 2018
As eleições estaduais no Amazonas em 2018 ocorreram em 7 de outubro, como parte das eleições gerais no Brasil. Os amazonenses aptos a votar elegeram seus representantes na seguinte proporção: oito deputados federais, dois senadores e vinte e quatro deputados estaduais. De acordo com a legislação eleitoral, como nenhum dos candidatos ao cargo de governador atingiu mais de 50% dos votos válidos, no primeiro turno, um segundo turno foi realizado em 28 de outubro, com Wilson Lima sendo eleito para o cargo de governador.

## Visão Geral

### Contexto
Nas eleições de 2014, o economista José Melo, vice do governador Omar Aziz que assumiu após sua renúncia para concorrer a senador, foi reeleito no segundo turno e foi novamente empossado. No entanto, José Melo e seu vice foram cassados por compra de votos e uma eleição suplementar foi convocada em 2017, nela o político Amazonino Mendes foi eleito governador pela quarta vez.

### Sistema Eleitoral
O Governador do Amazonas é eleito por dois turnos, sistema que exige que o candidato obtenha pelo menos 50% + 1 dos votos válidos para ganhar no primeiro turno. Caso nenhum dos candidatos alcance isso, um segundo turno é convocado entre os dois candidatos mais votados que o que alcançar mais votos é eleito. Caso tenha um empate, o mais velho é eleito.
Os deputados federais e os membros da Assembleia Legislativa do Amazonas são eleitos com voto proporcional por lista aberta, com o território estadual sendo usado como a constituência. Os eleitores votam, ao mesmo tempo, no partido ou coligação e no candidato, as vagas são distribuídas aos partidos/coligações por meio do quociente eleitoral, e os candidatos mais de cada agrupamento são eleitos deputados.

## Candidatos

### Candidatos a Governador do Amazonas
| Candidatos a governador do estado | Candidatos a vice-governador | Número | Coligação                                                                        | Coligações proporcionais | Votação | Percentual |
| --------------------------------- | ---------------------------- | ------ | -------------------------------------------------------------------------------- | --- | ------- | ---------- |
| Wilson Lima PSC                   | Carlos Almeida PRTB          | 20     | Transformação para um novo Amazonas (PSC, PRTB e REDE)                           | - | 596.585 | 33,73%     |
| Amazonino Mendes PDT              | Rebecca Garcia PP            | 12     | Eu voto no Amazonas (PDT, PP, PRP, AVANTE, PV, PR, SD, PPS, PTB, PHS, PSL e PPL) | Eu voto no Amazonas 3 (PDT, PRP e AVANTE)Eu voto no Amazonas 4 (PP, PR, PV e SD)Eu voto no Amazonas 5 (PTB, PHS e PSL)PPS (Sem coligação) PPL (Sem coligação) | 579.016 | 32,74%     |
| David Almeida PSB                 | Chico Preto PMN              | 40     | Renova Amazonas (PSB, PODE, PMN, PROS, PMB)                                      | Renova Amazonas 2 (PSB, PMB e PROS)PMN (Sem coligação)PODE (Sem coligação)                                                                                    | 417.203 | 23,59%     |
| Omar Aziz PSD                     | Arthur Bisneto PSDB          | 55     | Amazonas com segurança (PSD, PSDB, DEM, PRB, PTC e PATRI)                        | Amazonas com segurança 1 (PSD, DEM e PRB)Amazonas com segurança 2 (PSDB e PTC)PATRI (Sem coligação)                                                           | 142.804 | 8,07%      |
| Lucia Antony PCdoB                | Socorro Prado PT             | 65     | O povo feliz de novo (PCdoB e PT)                                                | - | 26.403  | 1,49%      |
| Berg da UGT PSOL                  | Ilzanete Campos PSOL         | 50     | PSOL (sem coligação)                                                             | - | 5.433   | 0,31%      |
| Sidney Cabral PSTU                | Maria Auxiliadora PSTU       | 16     | PSTU (sem coligação)                                                             | - | 1.324   | 0,07%      |

| Partido | Partido | Candidato | Votos     | Votos (%) |
| ------- | ------- | --------- | --------- | --------- |
|         | PSC     | Lima      | 596 584   | 33,73%    |
|         | PDT     | Amazonino | 579 016   | 32,74%    |
|         | PSB     | David     | 417 203   | 23,59%    |
|         | PSD     | Aziz      | 142 804   | 8,07%     |
|         | PCdoB   | Lucia     | 26 403    | 1,49%     |
|         | PSOL    | Berg      | 5 433     | 0,31%     |
|         | PSTU    | Cabral    | 1 324     | 0,07%     |
| Totais  | Totais  | Totais    | 1 768 767 |           |

| Partido | Partido | Candidato | Votos     | Votos (%) |
| ------- | ------- | --------- | --------- | --------- |
|         | PSC     | Lima      | 1 033 954 | 58,5%     |
|         | PDT     | Amazonino | 733 414   | 41,5%     |
| Totais  | Totais  | Totais    | 1 767 368 |           |

### Candidatos a Senadores do Amazonas
| Candidatos a senador      | Candidatos a suplentes de senador                | Votação | Número | Coligação                                                                        | Percentual |
| ------------------------- | ------------------------------------------------ | ------- | ------ | -------------------------------------------------------------------------------- | ---------- |
| Plínio Valério PSDB       | Carlos Alberto PRB Jacira Souza PSDB             | 834.809 | 455    | Amazonas com segurança (PSD, PSDB, DEM, PRB, PTC e PATRI)                        | 25,36%     |
| Eduardo Braga MDB         | Sandra Braga MDB Miguel Biango MDB               | 607.286 | 155    | Por um Amazonas melhor (MDB e DC)                                                | 18,45%     |
| Luiz Castro REDE          | Muriel Saragoussi REDE Perserverando Garcia PRTB | 581.553 | 180    | Transformação para um novo Amazonas (PSC, PRTB e REDE)                           | 17,66%     |
| Alfredo Nascimento PR     | Aluisio Braga PR Antônio Barreto PR              | 569.766 | 222    | Eu voto no Amazonas (PDT, PP, PRP, AVANTE, PV, PR, SD, PPS, PTB, PHS, PSL e PPL) | 17,31%     |
| Vanessa Grazziotin PCdoB  | Thiago Medeiros PT Joanilson Mendes PCdoB        | 373.948 | 656    | O povo feliz de novo (PCdoB, PT)                                                 | 11,36%     |
| Hissa Abrahão PDT         | Afrânio Gomes PDT Marcelo Saldanha PRP           | 282.736 | 123    | Eu voto no Amazonas (PDT, PP, PRP, AVANTE, PV, PR, SD, PPS, PTB, PHS, PSL e PPL) | 8,59%      |
| Luiz Fernando Santos PSOL | Marcia Mamede PSOL Adilson Maia PSOL             | 27.488  | 500    | PSOL (Sem coligação)                                                             | 0,83%      |
| Rondinely Fonseca PSOL    | Rosilane Almeida PSOL Edilson Pereira PSOL       | 14.650  | 508    | PSOL (Sem coligação)                                                             | 0,44%      |

## Deputados Federais eleitos
São relacionados os candidatos eleitos com informações complementares da Câmara dos Deputados. Ressalte-se que os votos em branco eram considerados válidos para fins de cálculo do quociente eleitoral nas disputas proporcionais até 1997, quando essa anomalia foi banida de nossa legislação.
| Deputados Federais eleitos | Partido | Votação | Percentual | Cidade onde nasceu | Unidade federativa |
| -------------------------- | ------- | ------- | ---------- | ------------------ | ------------------ |
| José Ricardo Wendling      | PT      | 197.270 | 11,19%     | Montenegro         | Rio Grande do Sul  |
| Pablo Oliva                | PSL     | 151.649 | 8,60%      | Manaus             | Amazonas           |
| Átila Lins                 | PP      | 118.700 | 6,73%      | Fonte Boa          | Amazonas           |
| Silas Câmara               | PRB     | 117.181 | 6,65%      | Rio Branco         | Acre               |
| Alberto Barros             | PRB     | 107.168 | 6,08%      | Fortaleza          | Ceará              |
| Marcelo Ramos              | PR      | 106.805 | 6,06%      | Manaus             | Amazonas           |
| Sidney Leite               | PSD     | 77.458  | 4,39%      | Manaus             | Amazonas           |
| Bosco Saraiva              | SD      | 55.477  | 3,15%      | Manaus             | Amazonas           |